# Vália
Vália (? - 418), Rei dos visigodos entre os anos 415 e 418. Sucedeu a Ataulfo depois da morte deste em 415 e da morte de Sigerico assassinado por seus seguidores depois de uma semana de governo. É de acordo com as fontes, o filho de Modares, um nobre visigodo de alta linhagem talvez relacionado com a Sagrada Família dos Baltingos,  ou o irmão de Ataulfo ou o filho de Alarico I e de Pedauca.

## Biografia
Em setembro de 415, após o assassinato do Rei Sigerico, instigador do assassinato do Rei Ataulfo duas semanas antes, Vália é eleito.
Ele casou-se com uma mulher nobre, provavelmente da família dos Baltingos, cujo nome é desconhecido; eles tiveram pelo menos uma filha que se casou com uma Suevo; Ele é o avô materno de Ricimero.
Foi o responsável pelo estabelecimento da capital do reino visigodo em Tolosa (atual Tolosa, na França). Tentou estabelecer-se no norte da África mas uma tempestade pôs fim a suas expectativas e com a escassez de víveres, assinou a paz com o imperador romano Honório, celebrando um tratado (foedus) no qual Vália se comprometia a devolver Gala Placídia (irmã de Honório, raptada por Alarico I e desposada por Ataulfo) e a expulsar da Península Ibérica os povos bárbaros que tinham lá se estabelecido desde 409.
Por sua parte o imperador Honório entregaria 600 000 moios de trigo aos visigodos e permitiria o assentamento destes na Península. Em 418, Vália entra na Hispânia e submete os suevos, os vândalos silingos, assentados na Andaluzia e os alanos da Lusitânia. Dos quatro povos bárbaros (vândalos asdingos, vândalos silingos, suevos e alanos) que se assentaram na Península só ficavam dois, mas quando parecia que também seriam esmagados por Vália, Honório decidiu entretanto rever seus planos e entregou aos visigodos a Aquitânia para que lá se estabelecessem. Com a morte de Vália desapareceu a dinastia baltinga que tinha começado com Alarico I.
Com a sua morte e sem herdeiros diretos extingue-se a Dinastia baltinga, fundada por Alarico I. Sucedeu-lhe o genro de Alarico I, Teodorico I.